# Église Notre-Dame de Louvières
Pour les articles homonymes, voir Église Notre-Dame.
L'église Notre-Dame est un édifice catholique, du XIIIe siècle, qui se dresse sur le territoire de la commune française de Louvières, dans le département du Calvados, en région Normandie. L'édifice est classé au titre des monuments historiques.

## Localisation
L'église est située sur la commune de Louvières, dans le département français du Calvados.

## Historique
L'église qui est placée sous le vocable de la Vierge, au titre de l'Assomption, a pour second patron saint Loup.
Un acte rédigé entre 1202 et 1205, contenu dans le Livre noir de Bayeux, nous rapporte que Guillaume II du Hommet, connétable de Normandie, donne la moitié de l'église de Louvières à la cathédrale de Bayeux. Une cinquantaine d'années plus tôt, dans une bulle du pape Eugène III, datée de 1152 ou 1153, celui-ci confirme à Philippe d'Harcourt, évêque de Bayeux, la moitié du domaine de Louvières avec tout ce qui appartient en ce lieu au fief des évêques. L'église de Bayeux l'avait obtenu par jugement à la cour de Geoffroy Plantagenêt, alors que le fief était la possession de Robert de Louvières.
Aux environs de 1350, le pouillé du diocèse de Bayeux, nous dit que c'est un Guillaume de Vierville qui détient la grande portion de la cure de Louvières. Aux Louvières succédèrent les Bailleul, puis les Canivet, et les Rivière en 1669.
Le 2 septembre 1709, Adrien de La Rivière, écuyer, seigneur et patron de Louvières pour deux portions est  inhumé dans le chœur de l'église. En 1779, c'est Philippe de Pierres qui est seigneur et patron du lieu.
Le 24 mai 1845, lors d'un orage, la flèche est foudroyée. Elle sera rétablie à la fin de l'année 1849, mais en février 1856, le clocher est à nouveau endommagé par le vent.

## Description
L'édifice est composé d'un porche du XIVe siècle qui précède la nef d'origine romane de quatre travées, un chœur gothique du XIIIe siècle de deux travées à chevet plat, accosté d'une sacristie moderne, et d'un transept avec dans chacun des bras une chapelle qui pourraient remonter au XIVe siècle : au nord, saint Roch, au sud, saint Loup. À la croisée du transept se dresse une tour à base carrée du XIIIe siècle.
À noter également une plaque sculptée en remploi, placée à l'envers, à l'extrémité ouest du mur nord du porche, et de l'angle d'un contrefort, figurant un cerf et datée sous réserve de la première moitié du XIIe siècle.

### La nef
Elle présente côté nord des murs bâtis en arêtes-de-poisson à l'exception de la dernière travée, celle près du porche. La nef, couronnée par une corniche décorée de modillons figurés, s'éclairait au niveau de son mur pignon occidental par un triplet, aujourd'hui muré.

### La tour
Elle a sa base ornée d'arcatures aveugles. Sur sa face ouest, on peut voir au milieu de celles-ci, les rampants de l'ancienne toiture de la nef qui était à l'origine plus élevée. L'étage, également carré, est percé sur chaque face de deux hautes lancettes à triple voussure, qu'encadrent des arcatures aveugles en tiers-point. Au-dessus, se dresse la flèche en pierre de plan octogonal, avec dans chaque angle un clocheton, et qui comportait quatre lucarnes à couronnement pyramidal.

## Protection
L'édifice est classé au titre des monuments historiques par liste de 1840.